# Silence (canção de Marshmello)
"Silence" é uma canção do produtor de música eletrônica e DJ Marshmello, que conta com a participação do cantor e compositor americano Khalid. Foi composta por Khalid juntamente com Marshmello, tendo sido produzida pelo último. A canção foi lançada pela RCA Records em 11 de agosto de 2017.

## Antecedentes
Em 1 de agosto de 2017, Marshmello fez uma aparição surpresa em um show do Khalid, sugerindo que os dois colaborassem em um futuro próximo.  Em 7 de agosto de 2017, Marshmello divulgou uma foto ao lado de Khalid, anunciando o título do single e a data de lançamento.

## Recepção da crítica
David Rishty, da Billboard, descreveu a música como "uma balada de dança ruidosa que tem os ingredientes para levar ambos os atos a novas alturas em suas florescentes carreiras". 
Ele opinou que Khalid entregou "cantos de cantor e alma", enquanto a produção de Marshmello é "vibrante" e "afirma simplicidade, mas com propósito".
Erik do EDM Sauce chamou a música de "uma faixa incrivelmente poderosa" e descreveu os vocais de Khalid como "crescentes e impressionantes". Ele escreveu que "após a intensa construção e a perfeição lírica de Khalid, queríamos uma queda igualmente impressionante", mas "nós não a achamos".
Alex Ross da Vice chamou a música de "uma boa música de Marshmello" e escreveu que Marshmello "fraudou ao deixar Khalid fazer os vocais ". Ele acha que "soa um pouco" como a colaboração do Major Lazer com Justin Bieber e MØ , " Cold Water ".
 A Rolling Stone escreveu que a música possui "sintetizadores que se deslocam e se encaixam".
Rap-Up disse que a música "combina R & B com sons atmosféricos eletrônicos". 
Broadway World descreveu os vocais de Khalid como "forte emotivo", e pensa que Marshmello "adotou um ritmo mais lento do que suas produções usuais e animadas para dar ao lançamento uma sensação suave e sedosa''.

## Desempenho nas paradas
| Paradas em 2017                           | Posição |
| ----------------------------------------- | ------- |
| Austrália (ARIA)                          | 30      |
| Áustria (Ö3 Austria Top 40)               | 35      |
| Bélgica (Ultratop Flanders)               | 14      |
| Bélgica (Ultratop Wallonia)               | 28      |
| Canadá (Canadian Hot 100)                 | 14      |
| República Checa (Singles Digitál Top 100) | 27      |
| Denmark (Tracklisten)                     | 26      |
| Alemanha (GfK Entertainment Charts)       | 51      |
| Hungria (Stream Top 40)                   | 32      |
| Irlanda (IRMA)                            | 46      |
| Países Baixos (Single Top 100)            | 51      |
| Nova Zelândia (Recorded Music NZ)         | 25      |
| Noruega (VG-lista)                        | 17      |
| Portugal (AFP)                            | 40      |
| Escócia (Official Charts Company)         | 77      |
| Eslováquia (Singles Digitál Top 100)      | 26      |
| Suécia (Sverigetopplistan)                | 19      |
| Suíça (Schweizer Hitparade)               | 51      |
| Reino Unido (UK Singles Chart)            | 53      |
| Estados Unidos (Billboard Hot 100)        | 42      |
| US Hot Dance/Electronic Songs (Billboard) |         |